# ラズヴァン・ルチェスク
ラズヴァン・ルチェスク（Răzvan Lucescu (ルーマニア語発音: [rəzˈvan luˈt͡ʃesku], 1969年2月17日 - ）は、ルーマニアの元サッカー選手、サッカー指導者。ミルチェア・ルチェスクは実父。

## 経歴
現役時代はGKで、FCスポルトゥル・ストゥデンツェスク・ブカレスト、ナシオナル・ブカレスト、ラピド・ブカレストなどでプレー、合計249試合出場を果たしている。現役最後の2002-03シーズンは選手兼副会長としてラピド・ブカレストでリーグ優勝を経験した。
現役引退後は古巣のFCブラショフで監督業を始める。2004年から2007年まではラピド・ブカレスト監督に就任、3位、2位、4位と好成績を残した。ルーマニア・カップでは2005-06、2006-07に連覇を達成し、2005-06シーズンに出場したUEFAカップでは準々決勝進出を果たしている。
2007-08シーズンからFCブラショフ監督に復帰すると、クラブをリーガ1昇格に導いた。その後も好成績を収め、2009年4月29日、ヴィクトル・ピツルカの後任としてルーマニア代表監督に任命された。しかし、セルビア戦では0-5の大敗を喫するなど、2010 FIFAワールドカップ予選の突破に失敗。その後も成績不振が続き、2011年6月4日、ルーマニアサッカー協会と契約を解除、退任した
。
2011-12シーズン、ラピド・ブカレスト監督に復帰。リーグ戦は4位、カップ戦準優勝となり無冠に終わった。2012年5月31日、アル・ジャイシュ・ドーハの監督に2年契約で任命された。2014年3月、FCペトロルル・プロイェシュティ監督に就任するも2014年9月に解任される。2014年、ギリシャのシュコダ・クサンティFCの監督に就任。
2017年8月11日、PAOKテッサロニキの監督に就任。就任1年目の2017-18シーズンにキペロ・エラーダスを制覇。2018-19シーズンにはリーグ戦を無敗で優勝し、カップ戦とのダブルも果たした。これまで中位に甘んじていたPAOKを低迷が続くパナシナイコスFCを蹴落とす形で、ギリシャ・スーパーリーグにおける3強の一角を占める強豪クラブへと導いた。
2019年6月28日、アル・ヒラルの監督に就任。2019年7月にアル・ヒラルの監督に就任すると、AFCチャンピオンズリーグ2019では決勝で浦和レッドダイヤモンズを2戦合計3-0で下して優勝を遂げた。また、サウジ・プロフェッショナルリーグ、サウジ国王杯でもそれぞれタイトルをもたらした。2021年2月16日、双方合意の下で契約を解消した。
2021年5月27日、2年ぶりにPAOKテッサロニキの監督に就任。

## タイトル

### 選手時代
FCラピド・ブカレスト
- ディヴィジアB：1回（2002-03）

### 指導者時代
FCラピド・ブカレスト
- クパ・ロムニエイ：2回（2005-06、2006-07）

FCブラショフ
- リーガ2：1回（2007-08）

アル・ジャイシュ・ドーハ
- カタール・スターズカップ：1回（2012-13）

PAOKテッサロニキ
- ギリシャ・スーパーリーグ：1回（2018-19）
- キペロ・エラーダス：2回（2017-18、2018-19）

アル・ヒラル
- サウジ・プロフェッショナルリーグ：1回（2019-20）
- サウジ国王杯：1回（2019-20）
- AFCチャンピオンズリーグ：1回（2019）

個人
- ルーマニア年間最優秀監督賞：2回（2018、2020）
- ギリシャ・スーパーリーグ最優秀監督：1回（2018-19）
- サウジ・プロフェッショナルリーグ月間最優秀監督：4回（2019年9月、2020年1月、2020年2月、2020年11月）
- IFFHSAFC男子年間最優秀監督：1回（2020）